# تپه یزن
تپه یزن مربوط به دوران‌های تاریخی پس از اسلام است و در شهرستان بوئین‌زهرا، روستای یزن واقع شده و این اثر در تاریخ ۲۵ خرداد ۱۳۸۱ با شمارهٔ ثبت ۵۸۰۱ به‌عنوان یکی از آثار ملی ایران به ثبت رسیده است.